# Uherská rapsodie č. 2

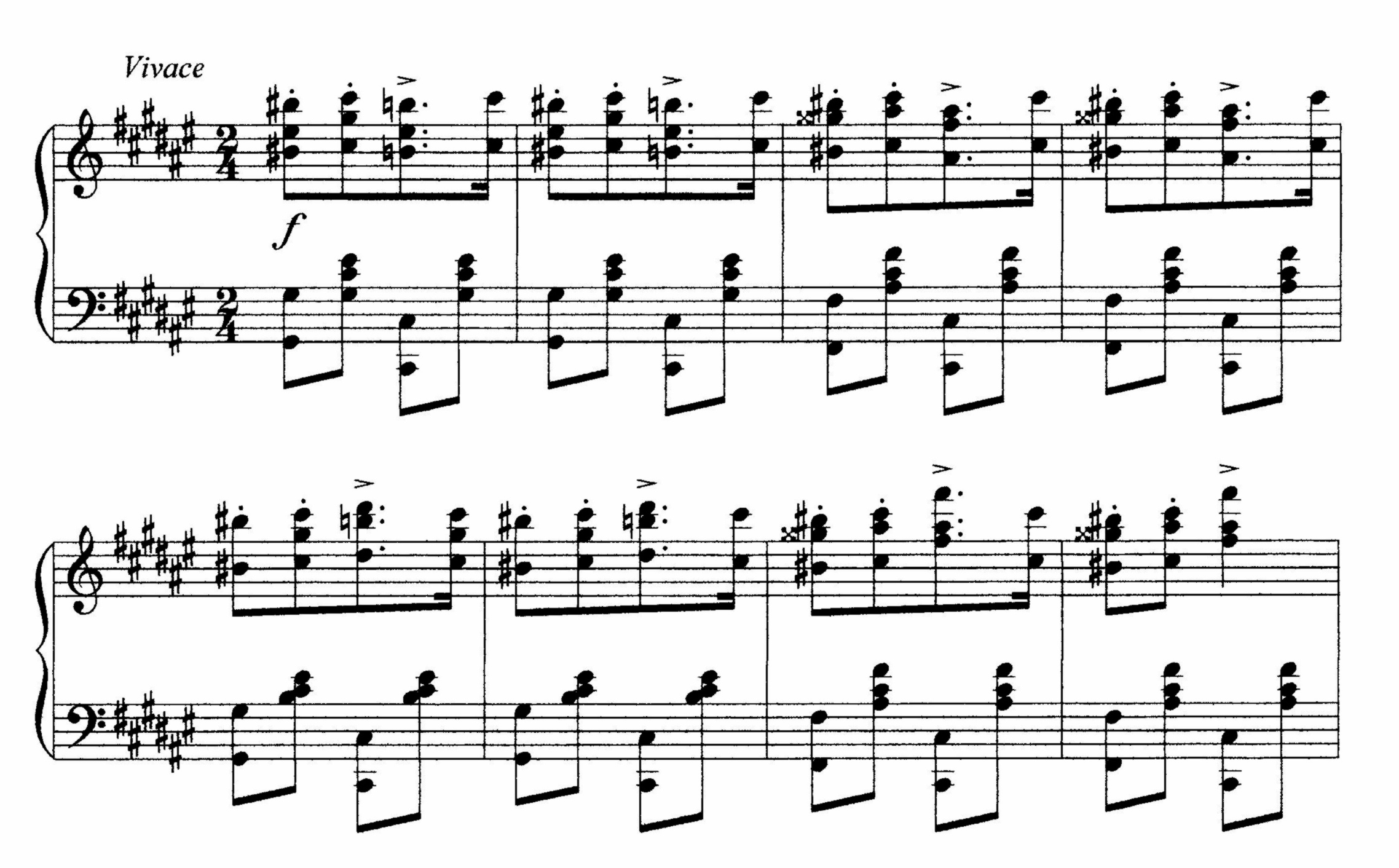
Hlavní téma z friska

Uherská rapsodie č. 2 v cis-moll (Hungarian Rhapsody No. 2 in C-sharp minor), S.244 / 2, je druhá ze souboru 19 Uherských rapsodií od skladatele Ference Liszta a je zdaleka nejslavnější ze souboru.

## Okolnosti vzniku
Uherský skladatel a klavírista Ferenc Liszt byl silně ovlivněn hudbou, která ho provázela v mládí, zejména uherskou lidovou hudbou, s její unikátní cikánskou stupnicí, rytmickou spontánností a přímým projevem. Tyto prvky nakonec pravděpodobně hrály významnou roli v Lisztově kompozici. Přestože jsou díla tohoto produktivního skladatele stylově velmi různorodá, relativně velká část jeho tvorby je nacionalistického charakteru. Uherské rapsodie jsou toho dokonalým příkladem.

## Původ melodií
Název tohoto díla je poněkud zavádějící, neboť úvodní motiv je spíše románský než uherský. Tento námět byl nalezen v jednom z Lisztových náčrtníků z Výmaru. Existuje teorie, že jeho další náměty byly převzaty od německého pianisty Heinricha Ehrlicha.